# Червоногірка (Золотоніський район)
Червоногі́рка — село в Україні, у Золотоніському районі Черкаської області. Входить до складу Іркліївської сільської громади. Дореволюційна назва — Семеногірка.

## Населення

### Мова
Розподіл населення за рідною мовою за даними перепису 2001 року:
| Мова       | Кількість | Відсоток |
| ---------- | --------- | -------- |
| українська | 338       | 98.54%   |
| російська  | 5         | 1.46%    |
| Усього     | 343       | 100%     |

## Видатні уродженці
- Микола Сементовський (1819—1879) — письменник, краєзнавець, автор праць з історії Києва.